# Lamprologus callipterus
Lamprologus callipterus är en fiskart som beskrevs av Boulenger, 1906. Lamprologus callipterus ingår i släktet Lamprologus och familjen Cichlidae. IUCN kategoriserar arten globalt som livskraftig. Inga underarter finns listade i Catalogue of Life.